# Liste d'élections en 1982
Chronologie des élections
- 1978
- 1979
- 1980
- 1981
- 1982
- 1983
- 1984
- 1985
- 1986

Cette liste recense les élections organisées durant l'année 1982. Elle inclut les élections législatives et présidentielles nationales dans les États souverains, ainsi que les principaux référendums.
Dans les États démocratiques, les élections nationales en 1982 produisent une alternance démocratique dans neuf pays. En Finlande (janvier), au Costa Rica (février), à Maurice (juin), en Papouasie-Nouvelle-Guinée (juin), en Suède (septembre) et en Espagne (octobre), la gauche accède au pouvoir. En Irlande (février et novembre), à Sainte-Lucie (mai) et en Colombie (mai), les élections sont remportées par une opposition de droite. 
En Afrique, à l'exception de la Gambie en mai, toutes les élections se déroulent dans le cadre de régimes à parti unique, sans candidatures d'opposition possibles. En Amérique centrale, les dictateurs militaires du Guatemala (mars) et du Salvador (mars) organisent des semblants d'élections tout en poursuivant une campagne de terreur, orchestrant des massacres de civils à grande échelle. Dans les régimes d'inspiration marxiste-léniniste, les semblants d'élections ne permettent aucun choix aux votants ; c'est le cas en Corée du Nord en février et dans l'Albanie hoxhaïste en novembre, deux régimes anti-révisionnistes d'inspiration stalinienne.

## Par mois

### Janvier
| Date                           | Pays     | Élections      | Contexte | Résultats |
| ------------------------------ | -------- | -------------- | --- | --- |
| 13 novembre 1981 au 15 janvier | Soudan   | Législatives   | Le Soudan à cette date est un État à parti unique. Seuls les candidats approuvés par le parti sont autorisés. La moitié environ des députés sont élus pour représenter les circonscriptions du pays, l'autre moitié étant élue pour représenter « l'alliance des forces du travail » affiliée au parti. | L'Union socialiste (socialisme arabe, autoritaire) remporte automatiquement tous les sièges. Le président Gaafar Nimeiry demeure son propre Premier ministre. |
| 17 et 18 janvier               | Finlande | Présidentielle | | Alternance. Mauno Koivisto (Parti social-démocrate : centre-gauche) est élu avec 43,1 % des suffrages populaires et 55,5 % des voix du collège électoral. Il est le premier président de gauche de l'histoire du pays.                                                                                          |
| 30 janvier                     | Guam     | Référendum     | Référendum d'auto-détermination. La population de ce territoire d'outre-mer des États-Unis est appelée à décider entre six options pour l'avenir du territoire. | Les votants se prononcent à 49,5 % pour un statut de commonwealth (État libre associé), 25,7 % préférant que Guam devienne un État des États-Unis et seulement 3,8 % préférant l'indépendance. Aucune option n'ayant recueilli une majorité absolue des suffrages, un nouveau référendum se tient en septembre. |

### Février
| Date           | Pays          | Élections                      | Contexte | Résultats |
| -------------- | ------------- | ------------------------------ | --- | --- |
| 7 février      | Costa Rica    | Législatives et présidentielle | | Alternance. Le Parti de la libération nationale (centre-gauche) remporte une majorité absolue des sièges au Parlement, et son candidat Luis Alberto Monge est élu président de la république avec 58,8 % des voix face aux cinq autres candidats, dont notamment Rafael Calderón (Coalition de l'unité : droite, 33,6 %), le candidat du gouvernement sortant. |
| 5 et 7 février | Liechtenstein | Législatives                   | Seuls les hommes ont le droit de vote. | L'Union patriotique (centre-droit) conserve sa courte majorité absolue des sièges, mais maintient le gouvernement de coalition avec le Parti progressiste des citoyens (droite). Hans Brunhart (UP) demeure Premier ministre. |
| 18 février     | Irlande       | Législatives                   | Élections anticipées, le Parlement ayant rejeté le budget du gouvernement. | Parlement sans majorité. Alternance. Le parti Fianna Fáil (centriste, conservatisme catholique) accroît sa majorité relative des sièges, sans tout à fait atteindre la majorité absolue. Charles Haughey (Fianna Fáil) devient néanmoins Premier ministre, formant un gouvernement minoritaire. Son gouvernement dépend du soutien sans participation des trois députés du Parti des travailleurs (marxiste-léniniste), mais le perd rapidement, ce qui entraîne de nouvelles élections en novembre. |
| 23 février     | Groenland     | Référendum                     | Les Groenlandais sont appelés à se prononcer pour ou contre le retrait du Groenland de la Communauté économique européenne. | Les Groenlandais votent à 53,0 % pour le retrait, et le Groenland quitte la C.E.E.. |
| 28 février     | Corée du Nord | Législatives                   | La Corée du Nord est un État totalitaire. Les partis autorisés sont rassemblés en un Front démocratique pour la réunification de la patrie, où ils sont subordonnés au Parti du travail. Le Front répartit par avance les sièges entre les partis et présente un candidat unique par circonscription. Voter est obligatoire. Théoriquement, les électeurs peuvent voter contre le candidat proposé, mais dans la pratique cela n'est pas autorisé. | Les candidats sont tous déclarés élus avec chacun 100 % de suffrages favorables. Le Parti du travail (juche, nationalisme ethnique, socialisme autarcique totalitaire) conserve sa très large majorité absolue des sièges, les autres revenant aux partis qui lui sont subordonnés. Li Jong-ok demeure Premier ministre. |

### Mars
| Date         | Pays      | Élections                      | Contexte | Résultats |
| ------------ | --------- | ------------------------------ | --- | --- |
| 5 mars       | Algérie   | Législatives                   | L'Algérie à cette date est une dictature à parti unique. Le parti présente trois candidats par siège à pourvoir, les citoyens étant invités à les départager. Aucune candidature d'opposition n'est possible. | Le Front de libération nationale (nationaliste, socialiste) conserve automatiquement tous les sièges. Néanmoins, près de la moitié des députés sortants sont battus. Mohamed Abdelghani demeure Premier ministre. |
| 7 mars       | Guatemala | Législatives et présidentielle | Les élections se déroulent durant la guerre civile guatémaltèque. Le dictateur Fernando García organise des massacres à grande échelle par des escadrons de la mort contre des opposants présumés, massacres s'accompagnant de tortures et de mutilations, rasant des villages entiers. Ils marquent aussi le début du génocide guatémaltèque contre les Mayas. Les élections sont par ailleurs entachées de fraudes massives. | Aníbal Guevara (Front démocrate populaire), candidat de la junte, est déclaré élu président avec 38,9 % des voix face aux trois autres candidats, dont notamment l'ancien vice-président Mario Sandoval Alarcón (Mouvement de libération nationale : extrême-droite militariste ; 28,2 %) et Alejandro Maldonado (Union nationale d'opposition : centre-droit chrétien conservateur ; 22,7 %). Le Front démocrate populaire remporte la moitié des sièges au Congrès, mais la junte y dispose en tout d'une large majorité. Le coup d'État du 23 mars (en) annule les résultats des élections. Avec l'appui de la CIA, Efraín Ríos Montt prend le pouvoir, et accentue les crimes de massacres et de génocide contre les opposants supposés et contre les autochtones. |
| 14 mars      | Colombie  | Législatives                   | | Le Parti libéral (centre-gauche) conserve la majorité absolue des sièges à la Chambre des représentants. Il perd sa majorité absolue au Sénat, mais y conserve la majorité relative. Une élection présidentielle a lieu en mai. |
| 7 et 14 mars | Comores   | Législatives                   | Les Comores à cette date sont une dictature à parti unique. Formellement, toutefois, tous les candidats se présentent sans étiquette, et les candidatures d'opposants indépendants sont possibles. | Les partisans de l'Union comorienne pour le progrès (droite islamique autoritaire) du président Ahmed Abdallah Abderamane remportent tous les sièges sauf un. Ali Mroudjaé demeure Premier ministre. |
| 28 mars      | Salvador  | Législatives                   | Le Salvador à cette date est une dictature militaire. Les élections se déroulent en pleine guerre civile du Salvador, caractérisée par les escadrons de la mort du gouvernement, qui commettent à grande échelle des massacres, des actes de torture et des mutilations de civils. | Le Parti démocrate-chrétien (conservateur) remporte une majorité relative avec plus d'un tiers des sièges, devançant l'Alliance républicaine nationaliste (extrême-droite militariste, parti des escadrons de la mort) et le Parti de la concertation nationale (droite conservatrice). Les députés du PDC et du PCN s'allient pour élire Álvaro Magaña à la présidence de la république. |

### Avril
| Date                 | Pays     | Élections    | Contexte                                     | Résultats |
| -------------------- | -------- | ------------ | -------------------------------------------- | --- |
| 26 mars et 1er avril | Kiribati | Législatives | Il n'existe pas encore de partis politiques. | Le gouvernement du président Ieremia Tabai perd sa majorité absolue des sièges. Une élection présidentielle a lieu en mai.                                                        |
| 22 avril             | Malaisie | Législatives |                                              | Le Front national (droite ethno-conservatrice, suprémacisme malais, libérale en économie) conserve une très large majorité des sièges. Mahathir Mohamad demeure Premier ministre. |

### Mai
| Date              | Pays                   | Élections                      | Contexte | Résultats |
| ----------------- | ---------------------- | ------------------------------ | --- | --- |
| 1er mai           | Sierra Leone           | Législatives                   | La Sierra Leone à cette date est une dictature à parti unique. Le parti présente entre un et trois candidats par siège à pourvoir, les électeurs étant invités à les départager (s'ils votent dans une circonscription où il y a plusieurs candidats). | Dans la plupart des circonscriptions présentant un choix entre plusieurs candidats, les électeurs éliminent le député sortant. Le parti Congrès de tout le peuple (gauche) remporte néanmoins automatiquement tous les sièges. |
| 3 mai             | Sainte-Lucie           | Législatives                   | | Alternance. Le Parti uni des travailleurs (centre-droit conservateur chrétien) remporte une large majorité absolue des sièges. John Compton devient Premier ministre. |
| 4 mai             | Kiribati               | Présidentielle                 | Il n'existe pas encore de partis politiques à cette date. Les quatre candidats ont été choisis par le Parlement : deux pour la majorité sortante et deux pour l'opposition sortante. | Le président Ieremia Tabai est réélu avec 48,7 % des voix. N'ayant toutefois pas de majorité au Parlement, il est démis par une motion de censure parlementaire en décembre, entraînant une nouvelle élection présidentielle en février 1983. |
| 4 mai             | Indonésie              | Législatives                   | C'est le régime de l'« Ordre nouveau », corporatiste, militariste et répressif. Le gouvernement restreint les candidatures d'opposition et leurs campagnes électorales, et mène une campagne d'intimidation pour pousser les électeurs à voter en sa faveur, notamment dans les zones rurales.                                                                                         | Le Golkar (droite national-conservatrice, autoritaire, libérale en économie), organe du pouvoir, conserve sa très large majorité absolue des sièges. |
| 4 et 5 mai        | Gambie                 | Législatives et présidentielle | La Gambie est l'une des rares démocraties multipartites d'Afrique à cette date. | Le président Dawda Jawara (Parti progressiste populaire : centre-gauche) est réélu avec 72,4 % des voix face à Sheriff Mustapha Dibba (Parti de la convention nationale : centre-gauche). Le PPP conserve la majorité absolue des sièges à l'Assemblée nationale. |
| 9 mai             | Guinée                 | Présidentielle                 | La Guinée à cette date est une dictature à parti unique. | Seul candidat autorisé, le président Ahmed Sékou Touré (Parti démocratique : gauche autoritaire, socialisme africain) est automatiquement réélu avec 100 % des suffrages. |
| 10 mars au 10 mai | Yougoslavie            | Législatives                   | Les élections se déroulent au scrutin indirect. Les citoyens élisent des organisations socio-professionnelles, qui élisent les assemblées communales, qui élisent la Chambre fédérale. Tous les candidats doivent être approuvés par l'Alliance socialiste des travailleurs, qui regroupe la Ligue des communistes (le parti unique) et les organisations de masse qui lui sont liées. | Mécaniquement, seuls les candidats approuvés par l'Alliance sont élus. Milka Planinc (Ligue des communistes) devient présidente du Conseil exécutif fédéral (cheffe du gouvernement). |
| 16 mai            | République dominicaine | Législatives et présidentielle | Le président sortant Antonio Guzmán Fernández (Parti révolutionnaire) s'est suicidé quelques semaines avant la fin de son mandat. | Le Parti révolutionnaire (centre-gauche populiste) conserve sa courte majorité absolue des sièges à la Chambre des représentants et remporte la majorité absolue des sièges au Sénat. Son candidat Salvador Jorge Blanco est élu président de la république avec 46,7 % des voix, face aux huit autres candidats dont notamment l'ancien dictateur Joaquín Balaguer Ricardo (droite conservatrice, libérale en économie ; 38,6 %). |
| 21 mai            | Djibouti               | Législatives                   | Djibouti à cette date est une dictature à parti unique. Le parti présente une liste unique de candidats. Les électeurs n'ont pour seule possibilité que de voter pour, à moins de voter blanc ou nul. | 98,3 % des votants déposent un bulletin favorable aux candidats. Le Rassemblement populaire pour le progrès remporte automatiquement tous les sièges. Barkat Gourad Hamadou demeure Premier ministre. |
| 28 mai            | Andorre                | Référendum                     | Les citoyens sont appelés à choisir entre trois modèles de système électoral. | À 43,3 %, les Andorrans adoptent un système électoral mixte, partiellement majoritaire et partiellement proportionnel. |
| 30 mai            | Colombie               | Présidentielle                 | | Alternance. Belisario Betancur (Parti conservateur : droite) est élu avec 46,8 % des voix face aux quatre autres candidats, dont notamment Alfonso López Michelsen (Parti libéral : centre-gauche ; 41,0 %). Ce dernier pâtit de la scission du Parti libéral au pouvoir, et de la candidature de Luis Galán Sarmiento (Nouveau Libéralisme : centriste, social-libéral ; 10,9 %).                                                 |

### Juin
| Date         | Pays                      | Élections    | Contexte | Résultats |
| ------------ | ------------------------- | ------------ | --- | --- |
| 10 juin      | Bahamas                   | Législatives | | Le Parti libéral progressiste (centre-gauche social-libéral et populiste) conserve une large majorité absolue des sièges. Lynden Pindling demeure Premier ministre. |
| 11 juin      | Maurice                   | Législatives | | Alternance. Le Parti travailliste (centre-gauche) au pouvoir perd presque tous ses sièges. Le Mouvement militant (gauche) remporte à lui seul une majorité absolue des sièges ; avec son allié le Parti socialiste (gauche) il dispose d'une majorité écrasante. Anerood Jugnauth (MM) devient Premier ministre. |
| 13 juin      | Mali                      | Législatives | Le Mali à cette date est une dictature à parti unique. Le parti présente une liste de candidats, et les électeurs sont appelés à voter pour ou contre. | Avec officiellement 99,8 % de suffrages favorables, l'Union démocratique du peuple malien (autoritaire, sans idéologie particulière) remporte tous les sièges. |
| 5 au 26 juin | Papouasie-Nouvelle-Guinée | Législatives | | Parlement sans majorité. Alternance. Le Pangu Pati (centre-gauche, attrape-tout) progresse nettement, remportant la majorité relative des sièges et frôlant la majorité absolue. Sir Michael Somare (Pangu Pati), évincé par une motion de censure en 1980, redevient Premier ministre.                          |

### Juillet
| Date             | Pays    | Élections                      | Contexte | Résultats |
| ---------------- | ------- | ------------------------------ | --- | --- |
| 4 juillet        | Mexique | Législatives et présidentielle | Une réforme en 1977 a autorisé les partis d'opposition. Néanmoins, le gouvernement continue de pratiquer la corruption et la fraude électorales. | Le Parti révolutionnaire institutionnel (centriste) conserve les trois quarts des sièges à la Chambre des députés et la totalité des sièges au Sénat. Miguel de la Madrid (PRI) est déclaré élu président de la république avec 74,3 % des voix face aux six autres candidats. |
| 10 au 17 juillet | Fidji   | Législatives                   | | Le parti de l'Alliance (droite conservatrice, traditionaliste, libérale en économie) recule mais conserve une courte majorité absolue des sièges. Ratu Sir Kamisese Mara demeure Premier ministre.                                                                             |

### Août
| Date    | Pays               | Élections                  | Contexte | Résultats                                                      |
| ------- | ------------------ | -------------------------- | --- | -------------------------------------------------------------- |
| 15 août | Guinée équatoriale | Référendum constitutionnel | Après le renversement et l'exécution de son prédécesseur Francisco Macías Nguema, le nouveau dictateur Teodoro Obiang Nguema Mbasogo demande à la population d'approuver une nouvelle Constitution, qui sert aussi de plébiscite pour sa candidature unique à la présidence. | La Constitution est déclarée approuvée par 95,8 % des votants. |

### Septembre
| Date               | Pays     | Élections    | Contexte | Résultats |
| ------------------ | -------- | ------------ | --- | --- |
| 4 septembre        | Guam     | Référendum   | Référendum d'auto-détermination. La population de ce territoire d'outre-mer des États-Unis est appelée à décider entre deux options pour l'avenir du territoire : un statut de commonwealth (État libre associé) ou devenir un État des États-Unis. | Les votants se prononcent à 72,8 % pour un statut de commonwealth. La décision est toutefois refusée par le gouvernement américain de Ronald Reagan. |
| 8 septembre        | Pays-Bas | Législatives | | Parlement sans majorité. Le Parti travailliste y devient la première force, avec un tiers des sièges. Ruud Lubbers (Appel chrétien-démocrate : centre-droit) devient néanmoins Premier ministre, formant un gouvernement de coalition avec le Parti populaire pour la liberté et la démocratie (centre-droit libéral-conservateur). |
| 19 septembre       | Suède    | Législatives | | Parlement sans majorité. Alternance. Les Sociaux-démocrates (centre-gauche) s'approchent de la majorité absolue des sièges, et retrouvent le pouvoir. Olof Palme redevient Premier ministre, à la tête d'un gouvernement minoritaire.                                                                                               |
| 18 et 19 septembre | Zaïre    | Législatives | Le Zaïre est une dictature à parti unique. Le parti présente davantage de candidats que de sièges à pourvoir, et invite les électeurs à les départager.                                                                                             | Le Mouvement populaire de la révolution (droite ethnique-nationaliste, conservatrice, mobutiste) remporte automatiquement tous les sièges. Léon Kengo devient Premier ministre. |

### Octobre
| Date       | Pays           | Élections      | Contexte | Résultats |
| ---------- | -------------- | -------------- | --- | --- |
| 20 octobre | Sri Lanka      | Présidentielle | Première élection présidentielle du pays. Le poste a été créé en 1972 avec un statut essentiellement symbolique. En 1978, la présidence est redéfinie comme une fonction exécutive forte, et le Premier ministre Junius Jayewardene devient alors président sans élection. | Junius Jayewardene (Parti national uni : droite ethno-nationaliste cingalaise, conservatrice, autoritaire, libérale en économie) est élu avec 52,9 % des voix face à cinq adversaires dont notamment Hector Kobbekaduwa (parti de la liberté : gauche socialiste et ethno-nationaliste cingalaise et autoritaire ; 39,1 %).                                                                                                   |
| 22 octobre | Burundi        | Législatives   | Premières élections depuis 1965. Elle font suite à la formalisation constitutionnelle d'une dictature à parti unique. Le parti présente deux candidats par siège à pourvoir et invite les électeurs à les départager.                                                      | L'Union pour le progrès national (droite autoritaire) remporte automatiquement tous les sièges. |
| 28 octobre | Espagne        | Législatives   | Deuxièmes élections depuis la restauration de la démocratie. | Alternance. Le Parti socialiste ouvrier (centre-gauche social-démocrate), parti expulsé du pouvoir lors du renversement de la démocratie en 1936, remporte une large majorité absolue des sièges dans les deux chambres du Congrès et retrouve le pouvoir. Felipe González devient Premier ministre. L'Union du centre démocratique (centriste, libéral-conservateur, hétéroclite), au pouvoir, perd presque tous ses sièges. |
| octobre    | Bophuthatswana | Législatives   | Le Bophuthatswana est un bantoustan, un territoire noir autonome établi par le régime de l'apartheid en Afrique du Sud. Seuls la moitié des membres de l'Assemblée sont élus, les autres étant des chefs nommés.                                                           | Le Parti démocrate (droite chrétienne autoritaire, libérale en économie) remporte tous les sièges. Lucas Mangope (Parti démocrate) demeure président du pays, non reconnu par la communauté internationale. |

### Novembre
| Date        | Pays       | Élections                  | Contexte | Résultats |
| ----------- | ---------- | -------------------------- | --- | --- |
| 2 novembre  | États-Unis | Législatives               | | Le Parti démocrate (centre-gauche) accroît nettement sa majorité absolue des sièges à la Chambre des représentants. Le Parti républicain (droite conservatrice et néolibérale), parti du président Ronald Reagan, conserve toutefois sa courte majorité absolue des sièges au Sénat. |
| 7 novembre  | Madagascar | Présidentielle             | La République démocratique malgache n'est pas une démocratie. Seuls les partis adhérant au Front de défense de la Révolution (communiste) sont autorisés ; un multipartisme restreint est toléré dans ce cadre.                            | Le président Didier Ratsiraka (Avant-garde pour la Révolution malgache : socialisme autoritaire et agrarien) est réélu avec 80,2 % des voix face à Monja Jaona (Mouvement national pour l'indépendance : socialisme autoritaire et agrarien). |
| 7 novembre  | Turquie    | Référendum constitutionnel | À la suite du coup d'État de 1980, le gouvernement militaire demande à la population d'approuver une nouvelle Constitution plaçant l'armée au sommet de l'État et restreignant les libertés des partis politiques et de la société civile. | La Constitution est déclarée approuvée par 91,4 % des votants. |
| 14 novembre | Albanie    | Législatives               | Seul le Front démocratique, qui rassemble le Parti du travail (hoxaïste, stalinien, anti-révisionniste) et les organisations de masse qui lui sont liées, est autorisé à présenter des candidats.                                          | Les candidats du Front conservent mécaniquement tous les sièges. Les autorités annoncent un taux de participation de 100 %, et 100 % de suffrages exprimés pour les candidats du Front (avec simplement neuf bulletins blancs ou nuls). Adil Çarçani demeure Premier ministre. |
| 15 novembre | Brésil     | Législatives               | Ces élections participent à la transition de la dictature militaire vers la démocratie. | Le Parti démocratique social (droite, parti de la junte) perd sa majorité absolue des sièges à la Chambre des députés mais y conserve la majorité relative. Il conserve la majorité absolue des sièges au Sénat. |
| 24 novembre | Irlande    | Législatives               | Élections anticipées, le gouvernement ayant perdu la confiance du Parlement. Ce sont les troisièmes élections législatives en dix-huit mois.                                                                                               | Parlement sans majorité. Alternance. Le parti Fianna Fáil (centriste, conservatisme catholique), au pouvoir, recule, conservant une majorité relative des sièges mais insuffisante pour gouverner. Garret FitzGerald (Fine Gael : centre-droit libéral-conservateur catholique) devient Premier ministre, formant un gouvernement de coalition avec le Parti travailliste (centre-gauche social-démocrate et progressiste). |

### Décembre
| Date        | Pays      | Élections                                 | Contexte | Résultats                                                                                               |
| ----------- | --------- | ----------------------------------------- | --- | --- |
| 10 décembre | Iran      | Élection de la chambre haute du Parlement | Élection de l'Assemblée des experts au suffrage universel direct. Seuls les clercs chiites approuvés par le Conseil des gardiens de la Constitution (composé lui aussi de clercs chiites) peuvent se présenter. | Tous les candidats sont élus sans étiquette et sont acquis aux institutions de la république islamique. |
| 22 décembre | Sri Lanka | Référendum                                | Le président Junius Jayewardene, ne souhaitant pas perdre sa majorité des deux tiers au Parlement lors des élections législatives prévues début 1983, demande l'accord de la population pour annuler ces élections et d'étendre le mandat du parlement de 1977 jusqu'en 1989. L'opposition dénonce une dérive dictatoriale. | La proposition est approuvée par 54,7 % des votants. Il n'y a donc pas d'élections en 1983.             |